# Marismas de Santoña, Victoria y Joyel y Ría de Ajo
Marismas de Santoña, Victoria y Joyel y Ría de Ajo este o arie protejată (arie de protecție specială avifaunistică — SPA) din Spania întinsă pe o suprafață de 6.760,19 ha, integral pe uscat.

## Localizare
Centrul sitului Marismas de Santoña, Victoria y Joyel y Ría de Ajo este situat la coordonatele 43°26′04″N 3°29′05″W / 43.4345°N 3.4846°V.

## Înființare
Situl Marismas de Santoña, Victoria y Joyel y Ría de Ajo a fost declarat arie de protecție specială avifaunistică în august 1994 pentru a proteja 104 specii de animale.

## Biodiversitate
Situată în ecoregiunile atlantică și marină Atlantică, aria protejată nu include niciun habitat protejat.
La baza desemnării sitului se află mai multe specii protejate:
- păsări (93): lăcar mare (Acrocephalus arundinaceus), lăcar-de-rogoz (Acrocephalus schoenobaenus), fluierar de munte (Actitis hypoleucos), alca (Alca torda), rață sulițar (Anas acuta), rață lingurar (Anas clypeata), rață pitică (Anas crecca), rață fluierătoare (Anas penelope), rață mare (Anas platyrhynchos), rață cârâitoare (Anas querquedula), rață pestriță (Anas strepera), gârliță mare (Anser albifrons), gâscă cenușie (Anser anser), fâsă de luncă (Anthus pratensis), fâsă de pădure (Anthus spinoletta), stârc cenușiu (Ardea cinerea), stârc roșu (Ardea purpurea), pietruș (Arenaria interpres), rață-cu-cap-castaniu (Aythya ferina), rața moțată (Aythya fuligula), Aythya marila, Branta bernicla, Bucephala clangula, șorecarul comun (Buteo buteo), Calidris alba, fugaci de țărm (Calidris alpina), Calidris canutus, fugaci roșcat (Calidris ferruginea), Calidris maritima, fugaci mic (Calidris minuta), Catharacta skua, Certhia brachydactyla, prundăraș de sărătură (Charadrius alexandrinus),  prundaș gulerat mic (Charadrius dubius), prundaș gulerat mare (Charadrius hiaticula), chirighiță-cu-aripi-albe (Chlidonias leucopterus), barză albă (Ciconia ciconia), erete vânăt (Circus cyaneus), porumbel gulerat (Columba palumbus), prepeliță (Coturnix coturnix), presură de grădină (Emberiza hortulana), șoim călător (Falco peregrinus), șoimul rândunelelor (Falco subbuteo), vânturel roșu (Falco tinnunculus), cinteză (Fringilla coelebs), lișiță (Fulica atra), becațină comună (Gallinago gallinago), găinușă de baltă (Gallinula chloropus), vulturul pleșuv sur (Gyps fulvus), scoicar (Haematopus ostralegus), acvilă pitică (Hieraaetus pennatus), Hydrobates pelagicus, stârc pitic (Ixobrychus minutus), capîntortură (Jynx torquilla), pescăruș argintiu (Larus cachinnans), pescăruș negricios (Larus fuscus), Larus hyperboreus, Larus marinus, pescăruș mic (Larus minutus), pescăruș râzător (Larus ridibundus), sitar de mâl (Limosa limosa), rață catifelată (Melanitta fusca), rață neagră (Melanitta nigra), ferestrașul mare (Mergus merganser), Mergus serrator, codobatura galbenă (Motacilla flava), muscar sur (Muscicapa striata), vultur egiptean (Neophron percnopterus), culic mare (Numenius arquata), Numenius phaeopus, pițigoi de brădet (Parus ater), viespar (Pernis apivorus), Phalacrocorax aristotelis, cormoran mare (Phalacrocorax carbo), codroșul de pădure (Phoenicurus phoenicurus), ploier argintiu (Pluvialis squatarola), corcodel mare (Podiceps cristatus), corcodel-cu-gât-negru (Podiceps nigricollis), mărăcinar (Saxicola rubetra), mărăcinar negru (Saxicola torquatus), sitar de pădure (Scolopax rusticola), turturică (Streptopelia turtur), silvie de tufiș (Sylvia undata), corcodel mic (Tachybaptus ruficollis), călifar alb (Tadorna tadorna), fluierar negru (Tringa erythropus), fluierar cu picioare verzi (Tringa nebularia), fluierarul de zăvoi (Tringa ochropus), fluierarul cu picioare roșii (Tringa totanus), pănțărușul (Troglodytes troglodytes), pupăză (Upupa epops), Uria aalge, nagâț (Vanellus vanellus)
- mamifere (5): liliac cu urechi de șoarece (Myotis blythii), liliac comun (Myotis myotis), liliacul mediteranean cu potcoavă (Rhinolophus euryale), liliacul mare cu potcoavă (Rhinolophus ferrumequinum), liliacul mic cu potcoavă (Rhinolophus hipposideros)
- nevertebrate (2): Coenagrion mercuriale, rădașcă (Lucanus cervus)
- pești (3): Alosa alosa, Parachondrostoma miegii, somonul (Salmo salar)
- reptile (1): Lacerta schreiberi